# برنارد برودي (أستاذ جامعي)
برنارد برودي (بالإنجليزية: Bernard Brodie)‏ هو أستاذ جامعي أمريكي، ولد في 20 مايو 1910 في شيكاغو في الولايات المتحدة، وتوفي في 24 نوفمبر 1978 في كاليفورنيا في الولايات المتحدة.

## وصلات خارجية
- برنارد برودي على موقع الموسوعة البريطانية (الإنجليزية)